# Erik Pontoppidan
Erik Ludvigsen Pontoppidan (Aarhus, 24 augustus 1698 – Kopenhagen, 20 december 1764) was een Deense theoloog, geleerde en historicus. Hij schreef een aantal werken, verdeeld over verschillende vakgebieden, vooral theologie maar ook zoölogie, geschiedenis, geografie en topografie. Hij maakte de eerste atlassen van Denemarken en Noorwegen. Hij was de Luthers bisschop van Bergen van 1747 tot 1757. Zijn opvattingen op religieus gebied, die in de richting van het piëtisme gingen, hadden in Denemarken grote invloed in zijn eigen tijd, en vooral in Noorwegen blijvend.

## Biografie
Erik Pontoppidan werd al op jonge leeftijd wees en werd toevertrouwd aan familieleden zoals zijn halfbroer de pastoor Henrik Pontoppidan en andere pastoors. Zodoende heeft hij in zijn jeugd op verschillende scholen gezeten en woonde voor kortere of langere tijd afwisselend in Denemarken of Noorwegen. In 1716 begon Erik Pontoppidan in Fredericia (Denemarken) als student theologie, en in 1718 studeerde hij daar af. Aanvankelijk was hij niet erg gelovig, maar een aantal ervaringen brachten hem ertoe om zich te verdiepen in het geloof. Hij las vooral gereformeerde boeken van Franse oorsprong die ervoor zorgden dat hij zijn geweten ging onderzoeken.
In 1719–20 was hij particulier tutor in Kristiania (Oslo). Daarna werd hij aangesteld als tutor van Claus Huitfeldt, de zoon van de Deense admiraal Ivar Huitfeldt, en hij reisde als begeleider met zijn leerling naar Nederland en Engeland. Tijdens zijn verblijf in Utrecht ontmoette hij de invloedrijke gereformeerde theoloog Friedrich Adolph Lampe, wiens theologische denken piëtisme en calvinisme combineerde.
In 1721 werd hij benoemd tot opzichter door Frederick Charles, die in 1722 hertog van Holstein-Plön werd. In 1723 werd Erik Pontoppidan hertogelijk kapelaan en hofprediker op kasteel Nordborg waar hij de ochtendpreek verzorgt. Tegelijkertijd is hij diaken in de stad Nordborg en predikt hij 's middags. Hij kwam toen in contact met het Duitse piëtisme. In 1726 werd hij, dankzij het beschermheerschap van de hertog, benoemd tot pastoor in Havnbjerg. Daar publiceerde hij zijn eerste theologische geschriften, waarin hij het piëtisme verdedigt tegen de lutherse orthodoxie. Tegelijkertijd verschijnen zijn eerste topografische en historische werken.
Koning Christian VI, die zelf een piëtist was, benoemde hem in 1734 tot pastoor in Hillerød en hetzelfde jaar als hofprediker op kasteel Frederiksborg in Hillerød.
Nadat Christian VI in 1746 stierf, werd Pontoppidan in 1747 benoemd tot bisschop van het bisdom Bjørgvin, het bisdom met de kathedraal van Bergen. In deze functie legt hij de nadruk op opleiding en training. Hij richtte in 1752 Seminarium Fredericianum op, een hogeschool waar wetenschappelijke vakken en moderne talen op de voorgrond staan.
Pontoppidan werd benoemd tot rector aan de universiteit van Kopenhagen en keerde in 1755 terug naar Kopenhagen. Zijn wetenschappelijk werk vanaf zijn terugkeer naar Kopenhagen tot aan zijn dood was gewijd aan zowel geografie als topografie (hij publiceerde bijvoorbeeld zijn atlas, The Danish Atlas, in 1763-1764) en theologie.

## Theologische overtuigingen en controverses
Zonder een bijzondere spirituele ervaring te hebben gehad twijfelde Erik Pontoppidan niet aan zijn roeping van God. Tijdens zijn contacten met het gereformeerde piëtisme en zijn strikte moraal had hij opvattingen ontwikkeld die hem tot een spirituele partner van het piëtisme maakten, zonder het volledig eens te zijn met alle piëtistische ideeën. Voor hem was "dode orthodoxie" onvoldoende voor redding en zijn prediking was gericht op bekering en persoonlijke verandering, waarin hij verschilde tot de lutherse leer. Pontoppidan geloofde niet alleen in een leven met zondevergeving, maar ook in een leven door heiligmaking waarin herschepping van de gelovige plaatsvindt door genade. De Noorse theoloog Steinar Moe beschrijft in een van zijn studies dat wij dit onder andere terugzien in de leer van de Christelijke Gemeente Nederland, die zijn oorsprong heeft in Noorwegen.
Het evangelie is voor Pontoppidan een goddelijk middel waartoe de mens zich door het leven verhoudt vanaf het begin van het leven in geloof tot het einde ervan. Pontoppidan drukte zich als volgt uit: voor gelukzaligheid (redding) zijn "geloof, hoop, liefde, gehoorzaamheid, zelfverloochening, waakzaamheid, toewijding en een hemelse geest vereist".
Deze theologische opvattingen waren voldoende voor Pontoppidan om zich als piëtist te kwalificeren, maar zorgden er ook voor dat hij vijanden kreeg, waaronder de pastoor van Nordborg, H.C. Brandt.
De laatste leidde tot een levendige controverse tegen Erik Pontoppidan en hij eiste van hem dat hij zijn trouw aan het lutherse geloof zou verklaren. In 1726 publiceerde Pontoppidan daarom een klein pedagogisch werk getiteld Dialogus; oder Unterredung Severi, Sinceri, und Simplicis von der Religion ("Dialoog, of interview over het onderwerp religie, tussen Severus, Sincerus en Simplicus"). Hierin nam hij stelling tegen H.C. Brandt. In 1727 gevolgd door zijn "Lichtgevende spiegel van het geloof met de kenmerken van kinderen van God", een boek dat uit vele bronnen is ontleend aan de Duitser Theophil Großgebauer.
Het conflict bedaarde in 1728 toen Pontoppidan de verplichting onderschreef om alle leerstellige teksten (inclusief de orthodoxe formule voor consensus) te onderwijzen voor zover ze niet in strijd waren met de Heilige Schriften. Het was een voorwaardelijk compromis dat Pontoppidan geen schade opleverde, maar Brandt nauwelijks ten goede kwam. Het geschil werd uiteindelijk pas opgelost toen Erik Pontoppidan, gedwongen door de omstandigheden, zich verontschuldigde voor de publicatie van het boek.

## Geschreven werken
In 1737 gaf koning Christian VI hem de opdracht om een verklarend commentaar te schrijven op de catechismus van Maarten Luther en een verzameling gezangen. Het eerste werk verscheen in 1737 onder de titel Sandhed Til Gudfrygtighed  (letterlijk "de waarheid over de vrees voor God") en werd onmiddellijk vertaald in het Duits en het tweede in 1740.
Deze uitleg van de catechismus van de Kerk van Denemarken had een sterke invloed op het religieuze denken in piëtistische zin in Denemarken en vooral in Noorwegen, waar zijn leer op minder weerstand stuitte. Het werk heeft meer dan 40 herdrukken beleefd vóór 1800. De laatste Noorse editie werd in 1964 in Oslo gedrukt, en een Faeröerse vertaling werd nog gedrukt in 1974.
De atlas van Denemarken in twee delen (gepubliceerd in 1763-1764) die moest worden voltooid door zijn zwager, officier van justitie Hans de Hofman.
In de zoölogie beschreef hij verschillende nieuwe soorten.
In zijn Versuch einer natürlichen Geschichte Norwegens (gepubliceerd in 1752 en 1753) beschrijft en ondersteunt hij de stelling van het bestaan van zeemeerminnen en van de legendarische zeedieren kraken en de zeeslang of zeedraak. In zijn boek Moby-Dick (1851) gebruikt Herman Melville Pontoppidans beschrijving waar hij het heeft over "de grote kraken van bisschop Pontoppodan". Jules Verne verwijst in zijn roman Twintigduizend mijlen onder zee (1869–70) eveneens naar dit aspect van het werk van Pontoppidan. De verteller, professor Aronnax, legt uit dat "een andere bisschop, Pontoppidan van Bergen, ook vertelt over een duivelsvis die zo groot is dat een heel cavalerieregiment erop zou kunnen manoeuvreren." Ondanks de scepsis van zijn metgezellen, komen ze al snel 'een inktvis van kolossale afmetingen' tegen.
Door zijn pastorale huisbezoek ontdekte Erik Pontoppidan het bijgeloof, de gebruiken en de manier van praten hierover door de mensen. De resultaten van deze veldwaarnemingen werden gepubliceerd onder de titels Everriculum fermenti veteris (1736) en Mauvais proverbes (1739). Folkloristisch en etnografisch onderzoek heeft baat gehad bij dit materiaal, hoewel het de bedoeling van de auteur was om bijgeloof en ongeloof juist te bestrijden.
Op historisch gebied publiceerde Erik Pontoppidan in 1729 een kleine topografische beschrijving van Kopenhagen, Memoria Hafniae, om de herinneringen aan de oude stad te bewaren, waarvan een groot deel het jaar ervoor in de as was gelegd. In 1730 volgde een meer gedetailleerd onderzoek van het koninkrijk en Sleeswijk, Theatrum Daniæ veteris et modernæ, en in 1734 zijn beknopte geschiedenis van de Reformatie van de Deense kerk (Kurzgefaßte Reformations-Historie der dänischen Kirche), een voorproefje van de hele geschiedenis van de Deense kerk waar hij documenten voor begon te verzamelen. Hij publiceerde deze boeken in het Duits met als doel buitenlandse lezers te informeren over de Deense geschiedenis.